# Eleições estaduais em Sergipe em 1947
As eleições estaduais em Sergipe em 1947 ocorreram em 19 de janeiro como parte das eleições gerais no Distrito Federal, 20 estados e nos territórios federais do Amapá, Rondônia e Roraima. No estado foram eleitos o governador José Rollemberg Leite, e o senador Maynard Gomes, além de dois deputados federais e trinta e dois estaduais.
Natural de Riachuelo, o engenheiro civil José Rollemberg Leite formou-se em 1935 pela Universidade Federal de Ouro Preto. De volta a Sergipe, lecionou em escolas públicas, no Instituto Federal de Sergipe e na Universidade Federal de Sergipe assumindo a direção do Departamento de Educação na interventoria de Milton Azevedo e a chefia do Departamento de Obras Públicas na interventoria de Maynard Gomes. Irmão de Leite Neto e sobrinho de Augusto César Leite e Júlio César Leite, foi incentivado pela família a ingressar no PSD e nesta legenda foi eleito governador de Sergipe em 1947.
Nascido em Rosário do Catete, o coronel Maynard Gomes sentou praça na Escola Militar do Realengo em 1902 e chegou a comandar o 28.º Batalhão de Caçadores em Aracaju e assumiu o governo sergipano após a Revolução de 1930, mantendo o cargo por cinco anos. Membro do Tribunal de Segurança Nacional, retornou à condição de interventor em 1942 e nos estertores do Estado Novo deixou o executivo estadual e foi candidato a senador pelo PSD em 1945. Derrotado, conquistou uma cadeira no Senado Federal em 1947.

## Resultado da eleição para governador
Conforme o Tribunal Superior Eleitoral foram apurados 67.588 votos nominais (99,47%), 357 votos em branco (0,53%) e nenhum voto nulo, resultando no comparecimento de 67.945 eleitores.
| Candidatos a governador do estado | Candidatos a vice-governador | Número | Coligação                                   | Votação | Percentual |
| --------------------------------- | ---------------------------- | ------ | ------------------------------------------- | ------- | ---------- |
| José Rollemberg Leite PSD         | Não havia -                  | -      | Nome não disponível (PSD, PTB, PRP, PR, PL) | 40.847  | 60,44%     |
| Luís Garcia UDN                   | Não havia -                  | -      | Nome não disponível (UDN, PCB)              | 25.793  | 38,16%     |
| Orlando Dantas ED                 | Não havia -                  | -      | PSB (sem coligação)                         | 948     | 1,40%      |
| Fontes:                           |                              |        |                                             |         |            |

## Resultado da eleição para senador
Dados oriundos do Tribunal Superior Eleitoral.
| Candidatos a senador da República | Candidatos a suplente de senador | Número | Coligação                                   | Votação | Percentual |
| --------------------------------- | -------------------------------- | ------ | ------------------------------------------- | ------- | ---------- |
| Maynard Gomes PSD                 | Ver abaixo -                     | -      | Nome não disponível (PSD, PTB, PRP, PR, PL) | 38.825  | 58,34%     |
| Graco Cardoso UDN                 | Ver abaixo -                     | -      | Nome não disponível (UDN, PCB)              | 26.466  | 39,77%     |
| Orlando Dantas ED                 | Ver abaixo -                     | -      | PSB (sem coligação)                         | 1.255   | 1,89%      |
| Fontes:                           |                                  |        |                                             |         |            |

## Resultado da eleição para suplente de senador
Foram apurados 65.366 votos nominais, assim distribuídosː

### Chapa de Maynard Gomes
| Candidatos a senador da República | Candidatos a suplente de senador | Número | Coligação                                   | Votação | Percentual |
| --------------------------------- | -------------------------------- | ------ | ------------------------------------------- | ------- | ---------- |
| Ver acima -                       | Marcos Ferreira PSD              | -      | Nome não disponível (PSD, PTB, PRP, PR, PL) | 38.804  | 59,37%     |
| Ver acima -                       | Arquibaldo Ribeiro da Silva PSD  | -      | Nome não disponível (PSD, PTB, PRP, PR, PL) | 2       | zero       |
| Ver acima -                       | Edelzio Melo PSD                 | -      | Nome não disponível (PSD, PTB, PRP, PR, PL) | 2       | zero       |
| Fontes:                           |                                  |        |                                             |         |            |

### Chapa de Graco Cardoso
| Candidatos a senador da República | Candidatos a suplente de senador | Número | Coligação                      | Votação | Percentual |
| --------------------------------- | -------------------------------- | ------ | ------------------------------ | ------- | ---------- |
| Ver acima -                       | Gentil Tavares da Mota UDN       | -      | Nome não disponível (UDN, PCB) | 17.007  | 26,02%     |
| Ver acima -                       | Erônides de Carvalho UDN         | -      | Nome não disponível (UDN, PCB) | 4.917   | 7,52%      |
| Ver acima -                       | Aderbal Fontes Cardoso UDN       | -      | Nome não disponível (UDN, PCB) | 3.535   | 5,41%      |
| Fontes:                           |                                  |        |                                |         |            |

### Chapa de Orlando Dantas
| Candidatos a senador da República | Candidatos a suplente de senador | Número | Coligação           | Votação | Percentual |
| --------------------------------- | -------------------------------- | ------ | ------------------- | ------- | ---------- |
| Ver acima -                       | Dorival Bonfim ED                | -      | PSB (sem coligação) | 1.099   | 1,68%      |
| Fontes:                           |                                  |        |                     |         |            |

## Deputados federais eleitos
São relacionados os candidatos eleitos com informações complementares da Câmara dos Deputados.

Representação eleita
  PR: 2

| Deputados federais eleitos | Partido | Votação | Percentual | Cidade onde nasceu | Unidade federativa |
| Carlos Rollemberg          | PR      | 20.395  |            | Aracaju            | Sergipe            |
| Diniz Gonçalves            | PR      | 18.205  |            | Aracaju            | Sergipe            |
| Fontes:                    |         |         |            |                    |                    |

## Deputados estaduais eleitos
Foram eleitos 32 deputados estaduais distribuídos da seguinte forma: PSD treze, UDN nove, PR sete, PCB um, PSB um, PTB um.

Representação eleita
  PSD: 13
  UDN: 9
  PR: 7
  PCB: 1
  PTB: 1
  ED: 1

| Deputados estaduais eleitos | Partido | Votação | Percentual | Cidade onde nasceu  | Unidade federativa |
| José Correia dos Santos     | PSD     | 2.383   | 3,50%      | Aracaju             | Sergipe            |
| Manoel Francisco Teles      | PSD     | 1.694   | 2,49%      | Itabaiana           | Sergipe            |
| José Dória de Almeida       | UDN     | 1.542   | 2,26%      | Aracaju             | Sergipe            |
| Moacyr Sobral Barreto       | PR      | 1.502   | 2,21%      | Lagarto             | Sergipe            |
| Jocelino Emílio Carvalho    | UDN     | 1.358   | 1,99%      | Lagarto             | Sergipe            |
| Sílvio Teixeira             | PR      | 1.346   | 1,98%      | Aracaju             | Sergipe            |
| Lourival Baptista           | UDN     | 1.303   | 1,91%      | Entre Rios          | Bahia              |
| Pedro Diniz Gonçalves Filho | UDN     | 1.233   | 1,81%      | Laranjeiras         | Sergipe            |
| Pedro Soares                | PR      | 1.230   | 1,81%      | Barra dos Coqueiros | Sergipe            |
| Martinho Dias Guimarães     | PSD     | 1.227   | 1,80%      | Propriá             | Sergipe            |
| Edgard Brito                | UDN     | 1.173   | 1,72%      | Itaporanga d'Ajuda  | Sergipe            |
| Pedro de Medeiros Chaves    | PR      | 1.146   | 1,68%      | Propriá             | Sergipe            |
| José de Carvalho Déda       | PSD     | 1.139   | 1,67%      | Paripiranga         | Bahia              |
| Antônio Franco Filho        | PSD     | 1.069   | 1,57%      | Aracaju             | Sergipe            |
| Seixas Dória                | UDN     | 1.065   | 1,56%      | Propriá             | Sergipe            |
| Flávio de Menezes Prado     | PR      | 1.042   | 1,53%      | Poço Redondo        | Sergipe            |
| Benjamim Alves de Carvalho  | UDN     | 1.013   | 1,49%      | Aracaju             | Sergipe            |
| Edelzio Melo                | PSD     | 1.013   | 1,49%      | Rosário do Catete   | Sergipe            |
| Francisco de Souza Porto    | UDN     | 1.008   | 1,48%      | Aracaju             | Sergipe            |
| Manoel Conde Sobral         | PSD     | 997     | 1,46%      | Salgado             | Sergipe            |
| Cícero Bezerra Lemos        | PR      | 965     | 1,42%      | Umbaúba             | Sergipe            |
| Hermeto Rodrigues Feitosa   | PR      | 953     | 1,40%      | Porto da Folha      | Sergipe            |
| Manoel Ribeiro              | PSD     | 951     | 1,39%      | São Cristóvão       | Sergipe            |
| Esperidião Noronha          | UDN     | 924     | 1,35%      | Itabaiana           | Sergipe            |
| Levindo Cruz                | PSD     | 883     | 1,29%      | Estância            | Sergipe            |
| Horácio de Góis             | PSD     | 863     | 1,27%      | Riachão do Dantas   | Sergipe            |
| João Melo de Oliveira       | PSD     | 861     | 1,26%      | São Domingos        | Sergipe            |
| Joaquim Martins Fontes      | PSD     | 817     | 1,20%      | Lagarto             | Sergipe            |
| Marcos Ferreira de Jesus    | PSD     | 796     | 1,17%      | Simão Dias          | Sergipe            |
| Armando Domingues da Silva  | PCB     | 657     | 0,96%      | Entre Rios          | Bahia              |
| Francisco Macedo            | PTB     | 561     | 0,82%      | Boquim              | Sergipe            |
| Orlando Dantas              | ED      | 507     | 0,74%      | Capela              | Sergipe            |
| Fontes:                     |         |         |            |                     |                    |